# Suore convittrici del Bambin Gesù
Le Suore Convittrici del Bambin Gesù sono un istituto religioso femminile di diritto pontificio.

## Storia
La congregazione deriva dalle Oblate del Santo Bambino Gesù, fondate nel 1672 a Roma da Anna Moroni per l'educazione religiosa delle fanciulle delle classi popolari. Il 2 novembre 1693 Giovanni Battista Beni, arcidiacono della cattedrale di San Severino, che in precedenza aveva vissuto a Roma dove era stato confessore delle religiose, fece giungere due Oblate convittrici nella sua città.
Le due suore, Margherita Teresa de Marchis e Laura Falischi, diedero inizio a un ramo autonomo della congregazione e il cardinale Pier Matteo Petrucci, vescovo di Jesi e visitatore apostolico di San Severino Marche, approvò l'istituto il 23 ottobre 1694.
Dopo l'unità d'Italia, con le leggi eversive del 1861, le Convittrici del Bambin Gesù vennero private dei loro beni, ma questi vennero loro restituiti nel 1900, al termine di una lunga controversia giudiziaria. Nel 1945, con il consenso del vescovo Ferdinando Longinotti, le Convittrici del Bambin Gesù si costituirono in congregazione religiosa di voti semplici.
La congregazione è stata elevata a istituto di diritto pontificio il 9 novembre 1981.

## Attività e diffusione
Le Convittrici del Bambin Gesù si dedicano all'istruzione, alla preparazione dei fanciulli alla prima Comunione, alla gestione di case per ritiri ed esercizi spirituali.
Oltre che in Italia, sono presenti nelle Filippine: la sede generalizia è a San Severino Marche.
Al 31 dicembre 2005 l'istituto contava 58 religiose in 10 case.